# 茲傑紹維采
茲傑紹維采是波蘭的城鎮，位於該國東南部奧得河畔，由奧波萊省負責管轄，面積12.35平方公里，是該地區的行政、文他和經濟中心，2007年人口13,127。
50°25′09″N 18°07′25″E / 50.41917°N 18.12361°E